# Interlands Syrisch voetbalelftal 2020-2029
Deze pagina toont een chronologisch en gedetailleerd overzicht van de interlands die het Syrisch voetbalelftal speelt en heeft gespeeld in de periode 2020 – 2029.

## Interlands

### 2020
|                                                                    |             |                      |       |                                                                                   |
| 12 november Vriendschappelijk «onderlinge duels» 20:00 uur (UTC+4) | Oezbekistan | 0 – 1                | Syrië | Sharjahstadion, Sharjah Toeschouwers: 0 Scheidsrechter: Omar Mohamed Al Ali (VAE) |
| 12 november Vriendschappelijk «onderlinge duels» 20:00 uur (UTC+4) |             | 48' Mahmoud Al-Mawas |       | Sharjahstadion, Sharjah Toeschouwers: 0 Scheidsrechter: Omar Mohamed Al Ali (VAE) |

|                                                                    |                  |       |       |                                                                                   |
| 16 november Vriendschappelijk «onderlinge duels» 20:00 uur (UTC+4) | Jordanië         | 1 – 0 | Syrië | Sharjahstadion, Sharjah Toeschouwers: 0 Scheidsrechter: Omar Mohamed Al Ali (VAE) |
| 16 november Vriendschappelijk «onderlinge duels» 20:00 uur (UTC+4) | Baha' Faisal 48' |       |       | Sharjahstadion, Sharjah Toeschouwers: 0 Scheidsrechter: Omar Mohamed Al Ali (VAE) |

### 2021
|                                                                 |                                                                        |       |                           |                                                                                                |
| 25 maart Vriendschappelijk «onderlinge duels» 16:00 uur (UTC+3) | Bahrein                                                                | 3 – 1 | Syrië                     | Bahrain National Stadium, Riffa Toeschouwers: 0 Scheidsrechter: Khalid Marhoun Al Shaqsi (OMA) |
| 25 maart Vriendschappelijk «onderlinge duels» 16:00 uur (UTC+3) | Ismail Abdullatif 21' (pen.) Ismail Abdullatif 36' Mohamed Marhoon 68' |       | 32' (pen.) Mohammed Osman | Bahrain National Stadium, Riffa Toeschouwers: 0 Scheidsrechter: Khalid Marhoun Al Shaqsi (OMA) |

|                                                                    |                                                                  |       |       |                                                                               |
| 30 maart Vriendschappelijk «onderlinge duels» 17:30 uur (UTC+3:30) | Iran                                                             | 3 – 0 | Syrië | Azadistadion, Teheran Toeschouwers: 0 Scheidsrechter: Mooud Bonyadifard (IRN) |
| 30 maart Vriendschappelijk «onderlinge duels» 17:30 uur (UTC+3:30) | Hossein Kanaanizadegan 2' Sardar Azmoun 38' Karim Ansarifard 81' |       |       | Azadistadion, Teheran Toeschouwers: 0 Scheidsrechter: Mooud Bonyadifard (IRN) |

|                                                                               |           | |       |                                                                                         |
| 4 juni WK 2022 kwalificatie Tweede ronde «onderlinge duels» 20:00 uur (UTC+4) | Malediven | 0 – 4                                                                                                 | Syrië | Sharjahstadion, Sharjah (V.A.E.) Toeschouwers: 0 Scheidsrechter: Ammar Al-Jeneibi (VAE) |
| 4 juni WK 2022 kwalificatie Tweede ronde «onderlinge duels» 20:00 uur (UTC+4) |           | 29' Mahmoud Al-Mawas 33' (pen.) Aias Aosman 45+2' (pen.) Mahmoud Al-Mawas 71' (pen.) Mahmoud Al-Mawas |       | Sharjahstadion, Sharjah (V.A.E.) Toeschouwers: 0 Scheidsrechter: Ammar Al-Jeneibi (VAE) |

|                                                                               |      |                                                              |       |                                                                                         |
| 7 juni WK 2022 kwalificatie Tweede ronde «onderlinge duels» 18:00 uur (UTC+4) | Guam | 0 – 3                                                        | Syrië | Sharjahstadion, Sharjah (V.A.E.) Toeschouwers: 0 Scheidsrechter: Khalid Al-Turais (KSA) |
| 7 juni WK 2022 kwalificatie Tweede ronde «onderlinge duels» 18:00 uur (UTC+4) |      | 6' Mardik Mardikian 9' Mardik Mardikian 84' Mahmoud Al-Mawas |       | Sharjahstadion, Sharjah (V.A.E.) Toeschouwers: 0 Scheidsrechter: Khalid Al-Turais (KSA) |

|                                                                                |                                                      |       |                 |                                                                                      |
| 15 juni WK 2022 kwalificatie Tweede ronde «onderlinge duels» 22:00 uur (UTC+4) | China                                                | 3 – 1 | Syrië           | Sharjahstadion, Sharjah (V.A.E.) Toeschouwers: 0 Scheidsrechter: Muhammad Taqi (SIN) |
| 15 juni WK 2022 kwalificatie Tweede ronde «onderlinge duels» 22:00 uur (UTC+4) | Zhang Xizhe 43' Wu Lei 69' (pen.) Zhang Yuning 90+3' |       | 50' Aias Aosman | Sharjahstadion, Sharjah (V.A.E.) Toeschouwers: 0 Scheidsrechter: Muhammad Taqi (SIN) |

|                                                                                      |                         |       |       |                                                                        |
| 2 september WK 2022 kwalificatie Derde ronde «onderlinge duels» 20:30 uur (UTC+3:30) | Iran                    | 1 – 0 | Syrië | Azadistadion, Teheran Toeschouwers: 0 Scheidsrechter: Ryuji Sato (JPN) |
| 2 september WK 2022 kwalificatie Derde ronde «onderlinge duels» 20:30 uur (UTC+3:30) | Alireza Jahanbakhsh 56' |       |       | Azadistadion, Teheran Toeschouwers: 0 Scheidsrechter: Ryuji Sato (JPN) |

|                                                                                   |                      |       |                  | |
| 7 september WK 2022 kwalificatie Derde ronde «onderlinge duels» 19:00 uur (UTC+3) | Syrië                | 1 – 1 | V.A.E.           | Koning Abdoellah II-stadion, Amman (Jordanië) Toeschouwers: 2.370 Scheidsrechter: Ahmed Al-Kaf (OMA) |
| 7 september WK 2022 kwalificatie Derde ronde «onderlinge duels» 19:00 uur (UTC+3) | Mahmoud Al Baher 64' |       | 12' Ali Mabkhout | Koning Abdoellah II-stadion, Amman (Jordanië) Toeschouwers: 2.370 Scheidsrechter: Ahmed Al-Kaf (OMA) |

|                                                                                 |                                     |       |                  |                                                                                     |
| 7 oktober WK 2022 kwalificatie Derde ronde «onderlinge duels» 20:00 uur (UTC+9) | Zuid-Korea                          | 2 – 1 | Syrië            | Ansan Wa~stadion, Ansan Toeschouwers: 0 Scheidsrechter: Abdulrahman Al-Jassim (QAT) |
| 7 oktober WK 2022 kwalificatie Derde ronde «onderlinge duels» 20:00 uur (UTC+9) | Hwang In-beom 48' Son Heung-min 89' |       | 84' Omar Kharbin | Ansan Wa~stadion, Ansan Toeschouwers: 0 Scheidsrechter: Abdulrahman Al-Jassim (QAT) |

|                                                                                  |                                    |       |                                                        | |
| 12 oktober WK 2022 kwalificatie Derde ronde «onderlinge duels» 19:00 uur (UTC+3) | Syrië                              | 2 – 3 | Libanon                                                | Koning Abdoellah II-stadion, Amman (Jordanië) Toeschouwers: 2.377 Scheidsrechter: Chris Beath (AUS) |
| 12 oktober WK 2022 kwalificatie Derde ronde «onderlinge duels» 19:00 uur (UTC+3) | Omar Kharbin 20' Omar Al Somah 64' |       | 45+1' Mohamad Kdouh 45+3' Mohamad Kdouh 53' Soony Saad | Koning Abdoellah II-stadion, Amman (Jordanië) Toeschouwers: 2.377 Scheidsrechter: Chris Beath (AUS) |

|                                                                                   |                           |       |                   | |
| 11 november WK 2022 kwalificatie Derde ronde «onderlinge duels» 20:00 uur (UTC+3) | Irak                      | 1 – 1 | Syrië             | Khalifa Internationaal Stadion, Doha (Qatar) Toeschouwers: 50 Scheidsrechter: Nawaf Shukralla (BHR) |
| 11 november WK 2022 kwalificatie Derde ronde «onderlinge duels» 20:00 uur (UTC+3) | Amir Al-Ammari 86' (pen.) |       | 79' Omar Al Somah | Khalifa Internationaal Stadion, Doha (Qatar) Toeschouwers: 50 Scheidsrechter: Nawaf Shukralla (BHR) |

|                                                                                   |       |                                                               |      |                                                                                               |
| 16 november WK 2022 kwalificatie Derde ronde «onderlinge duels» 18:00 uur (UTC+2) | Syrië | 0 – 3                                                         | Iran | Koning Abdoellah II-stadion, Amman (Jordanië) Toeschouwers: 907 Scheidsrechter: Ma Ning (CHN) |
| 16 november WK 2022 kwalificatie Derde ronde «onderlinge duels» 18:00 uur (UTC+2) |       | 33' Sardar Azmoun 42' (pen.) Ehsan Hajsafi 89' Ali Gholizadeh |      | Koning Abdoellah II-stadion, Amman (Jordanië) Toeschouwers: 907 Scheidsrechter: Ma Ning (CHN) |

| FIFA Arab Cup 2021 |
| ------------------ |

|                                                                   |                               |       |                    | |
| 30 november Arab Cup Groep B «onderlinge duels» 22:00 uur (UTC+3) | V.A.E.                        | 2 – 1 | Syrië              | Stadion 974, Doha Toeschouwers: 4.129 Scheidsrechter: Janny Sikazwe (ZAM) Video-assistent: Shaun Evans (AUS) |
| 30 november Arab Cup Groep B «onderlinge duels» 22:00 uur (UTC+3) | Caio Canedo 24' Ali Saleh 30' |       | 60' Ward Al Salama | Stadion 974, Doha Toeschouwers: 4.129 Scheidsrechter: Janny Sikazwe (ZAM) Video-assistent: Shaun Evans (AUS) |

|                                                                  |                                      |       |         | |
| 3 december Arab Cup Groep B «onderlinge duels» 22:00 uur (UTC+3) | Syrië                                | 2 – 0 | Tunesië | Al Baytstadion, Al Khawr Toeschouwers: 15.913 Scheidsrechter: Fernando Hernández Gómez (MEX) Video-assistent: Adonai Escobedo (MEX) |
| 3 december Arab Cup Groep B «onderlinge duels» 22:00 uur (UTC+3) | Oliver Kass Kawo 4' Mohammad Anz 47' |       |         | Al Baytstadion, Al Khawr Toeschouwers: 15.913 Scheidsrechter: Fernando Hernández Gómez (MEX) Video-assistent: Adonai Escobedo (MEX) |

|                                                                  |                      |       |                                        | |
| 6 december Arab Cup Groep B «onderlinge duels» 18:00 uur (UTC+3) | Syrië                | 1 – 2 | Mauritanië                             | Al Janoubstadion, Al Wakrah Toeschouwers: 8.539 Scheidsrechter: Wilton Pereira Sampaio (BRA) Video-assistent: Rafael Traci (BRA) |
| 6 december Arab Cup Groep B «onderlinge duels» 18:00 uur (UTC+3) | Mahmoud Al Baher 52' |       | 50' Mouhamed Soueid 90+5' Hemeya Tanjy | Al Janoubstadion, Al Wakrah Toeschouwers: 8.539 Scheidsrechter: Wilton Pereira Sampaio (BRA) Video-assistent: Rafael Traci (BRA) |

|  |  |  |  |  |  |  |  |  |

### 2022
|                                                                                  |                                       |       |       |                                                                                    |
| 27 januari WK 2022 kwalificatie Derde ronde «onderlinge duels» 19:00 uur (UTC+4) | V.A.E.                                | 2 – 0 | Syrië | Al-Maktoumstadion, Dubai Toeschouwers: 2.450 Scheidsrechter: Ilgiz Tantasjev (UZB) |
| 27 januari WK 2022 kwalificatie Derde ronde «onderlinge duels» 19:00 uur (UTC+4) | Caio Canedo 43' Yahya Al Ghassani 70' |       |       | Al-Maktoumstadion, Dubai Toeschouwers: 2.450 Scheidsrechter: Ilgiz Tantasjev (UZB) |

|                                                                                  |       |                                    |            |                                                                                          |
| 1 februari WK 2022 kwalificatie Derde ronde «onderlinge duels» 18:00 uur (UTC+4) | Syrië | 0 – 2                              | Zuid-Korea | Al-Rashidstadion, Dubai (V.A.E.) Toeschouwers: 310 Scheidsrechter: Hiroyuki Kimura (JPN) |
| 1 februari WK 2022 kwalificatie Derde ronde «onderlinge duels» 18:00 uur (UTC+4) |       | 53' Kim Jin-su 71' Kwon Chang-hoon |            | Al-Rashidstadion, Dubai (V.A.E.) Toeschouwers: 310 Scheidsrechter: Hiroyuki Kimura (JPN) |

|                                                                                |         |                                                                      |       |                                                                                                  |
| 24 maart WK 2022 kwalificatie Derde ronde «onderlinge duels» 14:00 uur (UTC+2) | Libanon | 0 – 3                                                                | Syrië | Gemeentelijk Saidastadion, Sidon Toeschouwers: 5.422 Scheidsrechter: Abdulrahman Al-Jassim (QAT) |
| 24 maart WK 2022 kwalificatie Derde ronde «onderlinge duels» 14:00 uur (UTC+2) |         | 14' Alaa Al Dali 38' (pen.) Mardik Mardikian 44' Mohammad Al Marmour |       | Gemeentelijk Saidastadion, Sidon Toeschouwers: 5.422 Scheidsrechter: Abdulrahman Al-Jassim (QAT) |

|                                                                                |                 |       |                   |                                                                                       |
| 29 maart WK 2022 kwalificatie Derde ronde «onderlinge duels» 17:45 uur (UTC+4) | Syrië           | 1 – 1 | Irak              | Al-Rashidstadion, Dubai (V.A.E.) Toeschouwers: 3.710 Scheidsrechter: Ryuji Sato (JPN) |
| 29 maart WK 2022 kwalificatie Derde ronde «onderlinge duels» 17:45 uur (UTC+4) | Alaa Al Dali 3' |       | 31' Aymen Hussein | Al-Rashidstadion, Dubai (V.A.E.) Toeschouwers: 3.710 Scheidsrechter: Ryuji Sato (JPN) |

|                                                               |                   |       |              |                                                                                          |
| 1 juni Vriendschappelijk «onderlinge duels» 19:45 uur (UTC+4) | Syrië             | 1 – 0 | Tadzjikistan | Al-Rashidstadion, Dubai Toeschouwers: 300 Scheidsrechter: Mohammed Abdulla Mohamed (VAE) |
| 1 juni Vriendschappelijk «onderlinge duels» 19:45 uur (UTC+4) | Omar Al Somah 16' |       |              | Al-Rashidstadion, Dubai Toeschouwers: 300 Scheidsrechter: Mohammed Abdulla Mohamed (VAE) |

|                                                                     |                                     |       |       |                                                                                               |
| 23 september Vriendschappelijk «onderlinge duels» 21:00 uur (UTC+3) | Jordanië                            | 2 – 0 | Syrië | Koning Abdoellah II-stadion, Amman Toeschouwers: 2.199 Scheidsrechter: Mahmoud El Banna (EGY) |
| 23 september Vriendschappelijk «onderlinge duels» 21:00 uur (UTC+3) | Ahmed Samir 25' Yazan Al-Naimat 43' |       |       | Koning Abdoellah II-stadion, Amman Toeschouwers: 2.199 Scheidsrechter: Mahmoud El Banna (EGY) |

|                                                                     |                   |       |       |                                                                       |
| 26 september Vriendschappelijk «onderlinge duels» 18:00 uur (UTC+3) | Irak              | 1 – 0 | Syrië | Amman International Stadium, Amman Scheidsrechter: Ahmed Al Ali (JOR) |
| 26 september Vriendschappelijk «onderlinge duels» 18:00 uur (UTC+3) | Aymen Hussein 30' |       |       | Amman International Stadium, Amman Scheidsrechter: Ahmed Al Ali (JOR) |

|                                                                    |       |                         |             |                                                                                    |
| 17 november Vriendschappelijk «onderlinge duels» 20:00 uur (UTC+4) | Syrië | 0 – 1                   | Wit-Rusland | Al-Rashidstadion, Dubai Toeschouwers: 710 Scheidsrechter: Yahya Ali Al Mulla (VAE) |
| 17 november Vriendschappelijk «onderlinge duels» 20:00 uur (UTC+4) |       | 80' (e.d.) Thaer Krouma |             | Al-Rashidstadion, Dubai Toeschouwers: 710 Scheidsrechter: Yahya Ali Al Mulla (VAE) |

|                                                                    |                      |       |                                           |                                                                                       |
| 20 november Vriendschappelijk «onderlinge duels» 21:00 uur (UTC+4) | Syrië                | 1 – 2 | Venezuela                                 | Al-Rashidstadion, Dubai Toeschouwers: 1.000 Scheidsrechter: Omar Mohamed Al Ali (VAE) |
| 20 november Vriendschappelijk «onderlinge duels» 21:00 uur (UTC+4) | Mohamad Rihanieh 49' |       | 2' Ernesto Torregrossa 50' Salomón Rondón | Al-Rashidstadion, Dubai Toeschouwers: 1.000 Scheidsrechter: Omar Mohamed Al Ali (VAE) |

|                                                                    |                                    |       |                  |                                                                  |
| 23 december Vriendschappelijk «onderlinge duels» 20:30 uur (UTC+4) | Oman                               | 2 – 1 | Syrië            | Al-Rashidstadion, Dubai Scheidsrechter: Ahmed Eisa Darwish (VAE) |
| 23 december Vriendschappelijk «onderlinge duels» 20:30 uur (UTC+4) | Issam Al-Sabhi 21' Mataz Saleh 58' |       | 60' Ahmed Ashkar | Al-Rashidstadion, Dubai Scheidsrechter: Ahmed Eisa Darwish (VAE) |

|                                                                    |       |                      |      |                                                                         |
| 30 december Vriendschappelijk «onderlinge duels» 18:00 uur (UTC+4) | Syrië | 0 – 1                | Oman | Police Officers' Clubstadion, Dubai Scheidsrechter: Adel Al Naqbi (VAE) |
| 30 december Vriendschappelijk «onderlinge duels» 18:00 uur (UTC+4) |       | 85' Khalid Al-Braiki |      | Police Officers' Clubstadion, Dubai Scheidsrechter: Adel Al Naqbi (VAE) |

### 2023
|                                                                 |                                                                  |       |                        | |
| 25 maart Vriendschappelijk «onderlinge duels» 22:00 uur (UTC+4) | Syrië                                                            | 3 – 1 | Thailand               | Maktoum Bin Rashid Al Maktoumstadion, Dubai Toeschouwers: 500 Scheidsrechter: Sultan Mohamed Al Hammadi (VAE) |
| 25 maart Vriendschappelijk «onderlinge duels» 22:00 uur (UTC+4) | Omar Al Somah 26' Omar Khribin 56' (pen.) Mohammad Al Hallak 84' |       | 45+2' Suphanat Mueanta | Maktoum Bin Rashid Al Maktoumstadion, Dubai Toeschouwers: 500 Scheidsrechter: Sultan Mohamed Al Hammadi (VAE) |

|                                                                 |                         |       |       |                                                                       |
| 28 maart Vriendschappelijk «onderlinge duels» 20:30 uur (UTC+3) | Bahrein                 | 1 – 0 | Syrië | Al Muharraqstadion, Muharraq Scheidsrechter: Yousif Saeed Hasan (IRQ) |
| 28 maart Vriendschappelijk «onderlinge duels» 20:30 uur (UTC+3) | Abdullah Al-Khalasi 43' |       |       | Al Muharraqstadion, Muharraq Scheidsrechter: Yousif Saeed Hasan (IRQ) |

|                                                                |                   |       |       |                                                                |
| 20 juni Vriendschappelijk «onderlinge duels» 19:30 uur (UTC+7) | Vietnam           | 1 – 0 | Syrië | Thiên Trườngstadion, Nam Định Scheidsrechter: Tuan Yasin (MAS) |
| 20 juni Vriendschappelijk «onderlinge duels» 19:30 uur (UTC+7) | Phạm Tuấn Hải 49' |       |       | Thiên Trườngstadion, Nam Định Scheidsrechter: Tuan Yasin (MAS) |

|                                                                    |                                       |       |                                  |                                                                                |
| 6 september Vriendschappelijk «onderlinge duels» 17:00 uur (UTC+8) | Syrië                                 | 2 – 2 | Maleisië                         | Chengdu Phoenix Hill Voetbalstadion, Chengdu Scheidsrechter: Shen Yinhao (CHN) |
| 6 september Vriendschappelijk «onderlinge duels» 17:00 uur (UTC+8) | Mardik Mardikian 12' Yassin Samia 41' |       | 51' Akhyar Rashid 85' Darren Lok | Chengdu Phoenix Hill Voetbalstadion, Chengdu Scheidsrechter: Shen Yinhao (CHN) |

|                                                                     |       |                  |       | |
| 12 september Vriendschappelijk «onderlinge duels» 19:35 uur (UTC+8) | China | 0 – 1            | Syrië | Chengdu Phoenix Hill Voetbalstadion, Chengdu Toeschouwers: 12.367 Scheidsrechter: Sami Al-Jires (KSA) |
| 12 september Vriendschappelijk «onderlinge duels» 19:35 uur (UTC+8) |       | 59' Thaer Krouma |       | Chengdu Phoenix Hill Voetbalstadion, Chengdu Toeschouwers: 12.367 Scheidsrechter: Sami Al-Jires (KSA) |

|                                                                   |                                               |       |                   |                                                                              |
| 17 oktober Vriendschappelijk «onderlinge duels» 20:00 uur (UTC+4) | Koeweit                                       | 2 – 1 | Syrië             | Police Officers' Clubstadion, Dubai Scheidsrechter: Ahmed Eisa Darwish (VAE) |
| 17 oktober Vriendschappelijk «onderlinge duels» 20:00 uur (UTC+4) | Shabaib Al-Khaldi 43' Shabaib Al-Khaldi 45+2' |       | 17' Omar Al Somah | Police Officers' Clubstadion, Dubai Scheidsrechter: Ahmed Eisa Darwish (VAE) |

|                                                                                    |                          |       |             | |
| 16 november WK 2026 kwalificatie Tweede ronde «onderlinge duels» 20:00 uur (UTC+3) | Syrië                    | 1 – 0 | Noord-Korea | Prins Abdullah al-Faisalstadion, Jeddah (Saoedi-Arabië) Toeschouwers: 4.285 Scheidsrechter: Alireza Faghani (IRN) |
| 16 november WK 2026 kwalificatie Tweede ronde «onderlinge duels» 20:00 uur (UTC+3) | Omar Al Somah 37' (pen.) |       |             | Prins Abdullah al-Faisalstadion, Jeddah (Saoedi-Arabië) Toeschouwers: 4.285 Scheidsrechter: Alireza Faghani (IRN) |

|                                                                                    |       |                                                                                      |       | |
| 21 november WK 2026 kwalificatie Tweede ronde «onderlinge duels» 20:00 uur (UTC+3) | Syrië | 0 – 5                                                                                | Japan | Prins Abdullah al-Faisalstadion, Jeddah (Saoedi-Arabië) Toeschouwers: 6.130 Scheidsrechter: Ma Ning (CHN) |
| 21 november WK 2026 kwalificatie Tweede ronde «onderlinge duels» 20:00 uur (UTC+3) |       | 32' Takefusa Kubo 37' Ayase Ueda 40' Ayase Ueda 47' Yukinari Sugawara 82' Mao Hosoya |       | Prins Abdullah al-Faisalstadion, Jeddah (Saoedi-Arabië) Toeschouwers: 6.130 Scheidsrechter: Ma Ning (CHN) |

### 2024
|                                                                  |                   |       |                   |                                                                  |
| 5 januari Vriendschappelijk «onderlinge duels» 18:30 uur (UTC+4) | Syrië             | 1 – 1 | Kirgizië          | Maktoum Bin Rashid Al Maktoumstadion, Dubai Scheidsrechter: onb. |
| 5 januari Vriendschappelijk «onderlinge duels» 18:30 uur (UTC+4) | Ibrahim Hesar 71' |       | 48' Ajzar Akmatov | Maktoum Bin Rashid Al Maktoumstadion, Dubai Scheidsrechter: onb. |

|                                                                  |                                    |       |                                       |                                               |
| 8 januari Vriendschappelijk «onderlinge duels» 20:30 uur (UTC+3) | Syrië                              | 2 – 2 | Maleisië                              | Grand Hamadstadion, Doha Scheidsrechter: onb. |
| 8 januari Vriendschappelijk «onderlinge duels» 20:30 uur (UTC+3) | Pablo Sabbag 70' Ibrahim Hesar 74' |       | 39' Arif Aiman Hanapi 78' Paulo Josué | Grand Hamadstadion, Doha Scheidsrechter: onb. |

| Aziatisch kampioenschap voetbal 2023 |
| ------------------------------------ |

|                                                                       |             |       |       | |
| 13 januari Azië Cup 2023 Groep B «onderlinge duels» 20:30 uur (UTC+3) | Oezbekistan | 0 – 0 | Syrië | Jassim Bin Hamadstadion, Doha Toeschouwers: 10.198 Scheidsrechter: Ahmed Al-Kaf (OMA) Video-assistent: Khamis Al-Marri (QAT) |
| 13 januari Azië Cup 2023 Groep B «onderlinge duels» 20:30 uur (UTC+3) |             |       |       | Jassim Bin Hamadstadion, Doha Toeschouwers: 10.198 Scheidsrechter: Ahmed Al-Kaf (OMA) Video-assistent: Khamis Al-Marri (QAT) |

|                                                                       |       |                    |           | |
| 18 januari Azië Cup 2023 Groep B «onderlinge duels» 14:30 uur (UTC+3) | Syrië | 0 – 1              | Australië | Jassim Bin Hamadstadion, Doha Toeschouwers: 10.097 Scheidsrechter: Adel Al-Naqbi (VAE) Video-assistent: Mohammed Abdulla Mohamed (VAE) |
| 18 januari Azië Cup 2023 Groep B «onderlinge duels» 14:30 uur (UTC+3) |       | 59' Jackson Irvine |           | Jassim Bin Hamadstadion, Doha Toeschouwers: 10.097 Scheidsrechter: Adel Al-Naqbi (VAE) Video-assistent: Mohammed Abdulla Mohamed (VAE) |

|                                                                       |                  |       |       | |
| 23 januari Azië Cup 2023 Groep B «onderlinge duels» 14:30 uur (UTC+3) | Syrië            | 1 – 0 | India | Al Baytstadion, Al Khawr Toeschouwers: 42.787 Scheidsrechter: Sivakorn Pu-udom (THA) Video-assistent: Muhammad Taqi (SIN) |
| 23 januari Azië Cup 2023 Groep B «onderlinge duels» 14:30 uur (UTC+3) | Omar Khribin 76' |       |       | Al Baytstadion, Al Khawr Toeschouwers: 42.787 Scheidsrechter: Sivakorn Pu-udom (THA) Video-assistent: Muhammad Taqi (SIN) |

|                                                                              |                                                                          |              |                                                    | |
| 31 januari Azië Cup 2023 Achtste finale «onderlinge duels» 19:00 uur (UTC+3) | Iran                                                                     | 1 – 1 (n.v.) | Syrië                                              | Abdullah bin Khalifastadion, Doha Toeschouwers: 8.720 Scheidsrechter: Kim Jong-hyeok (KOR) Video-assistent: Kim Hee-gon (KOR) |
| 31 januari Azië Cup 2023 Achtste finale «onderlinge duels» 19:00 uur (UTC+3) | Mehdi Taremi 34' (pen.)                                                  |              | 64' (pen.) Omar Khribin                            | Abdullah bin Khalifastadion, Doha Toeschouwers: 8.720 Scheidsrechter: Kim Jong-hyeok (KOR) Video-assistent: Kim Hee-gon (KOR) |
| 31 januari Azië Cup 2023 Achtste finale «onderlinge duels» 19:00 uur (UTC+3) | Strafschoppen                                                            |              |                                                    | Abdullah bin Khalifastadion, Doha Toeschouwers: 8.720 Scheidsrechter: Kim Jong-hyeok (KOR) Video-assistent: Kim Hee-gon (KOR) |
| 31 januari Azië Cup 2023 Achtste finale «onderlinge duels» 19:00 uur (UTC+3) | Karim Ansarifard Ramin Rezaeian Omid Ebrahimi Mehdi Torabi Ehsan Hajsafi | 5 – 3        | Pablo Sabbag Fahd Youssef Aiham Ousou Alaa Al Dali | Abdullah bin Khalifastadion, Doha Toeschouwers: 8.720 Scheidsrechter: Kim Jong-hyeok (KOR) Video-assistent: Kim Hee-gon (KOR) |

|  |  |  |  |  |  |  |  |  |

|                                                                                    |                  |       |                  |                                                                                 |
| 21 maart WK 2026 kwalificatie Tweede ronde «onderlinge duels» 18:00 uur (UTC+6:30) | Myanmar          | 1 – 1 | Syrië            | Thuwunnastadion, Yangon Toeschouwers: 1.028 Scheidsrechter: Hassan Akrami (IRN) |
| 21 maart WK 2026 kwalificatie Tweede ronde «onderlinge duels» 18:00 uur (UTC+6:30) | Soe Moe Kyaw 35' |       | 71' Alaa Al Dali | Thuwunnastadion, Yangon Toeschouwers: 1.028 Scheidsrechter: Hassan Akrami (IRN) |

|                                                                                 | |       |         | |
| 26 maart WK 2026 kwalificatie Tweede ronde «onderlinge duels» 22:00 uur (UTC+3) | Syrië | 7 – 0 | Myanmar | Prins Mohamed bin Fahdstadion, Dammam (Saoedi-Arabië) Toeschouwers: 3.252 Scheidsrechter: Pranjal Banerjee (IND) |
| 26 maart WK 2026 kwalificatie Tweede ronde «onderlinge duels» 22:00 uur (UTC+3) | Omar Khribin 30' Ibrahim Hesar 47' Moayad Ajan 51' Omar Khribin 54' Omar Khribin 63' (pen.) Moayad Ajan 68' Alaa Al-Dali 80' |       |         | Prins Mohamed bin Fahdstadion, Dammam (Saoedi-Arabië) Toeschouwers: 3.252 Scheidsrechter: Pranjal Banerjee (IND) |

|                                                                               |                    |       |       | |
| 6 juni WK 2026 kwalificatie Tweede ronde «onderlinge duels» 20:00 uur (UTC+7) | Noord-Korea        | 1 – 0 | Syrië | Nieuw Nationaal Stadion Laos, Vientiane (Laos) Toeschouwers: 100 Scheidsrechter: Salman Falahi (QAT) |
| 6 juni WK 2026 kwalificatie Tweede ronde «onderlinge duels» 20:00 uur (UTC+7) | Jong Il-gwan 90+2' |       |       | Nieuw Nationaal Stadion Laos, Vientiane (Laos) Toeschouwers: 100 Scheidsrechter: Salman Falahi (QAT) |

|                                                                                |                                                                                                |       |       |                                                                                               |
| 11 juni WK 2026 kwalificatie Tweede ronde «onderlinge duels» 19:14 uur (UTC+9) | Japan                                                                                          | 5 – 0 | Syrië | Edion Peace Wing Hiroshima, Hiroshima Toeschouwers: 26.650 Scheidsrechter: Ahmad Al-Ali (KUW) |
| 11 juni WK 2026 kwalificatie Tweede ronde «onderlinge duels» 19:14 uur (UTC+9) | Ayase Ueda 13' Ritsu Doan 19' Thaer Krouma 21' (e.d.) Yuki Soma 73' (pen.) Takumi Minamino 85' |       |       | Edion Peace Wing Hiroshima, Hiroshima Toeschouwers: 26.650 Scheidsrechter: Ahmad Al-Ali (KUW) |

|                                                                       |                                                 |       |           |                                                                                                 |
| 6 september Vriendschappelijk «onderlinge duels» 19:30 uur (UTC+5:30) | Syrië                                           | 2 – 0 | Mauritius | GMC Balayogi Atletiekstadion, Haiderabad Toeschouwers: 3.046 Scheidsrechter: Harish Kundu (IND) |
| 6 september Vriendschappelijk «onderlinge duels» 19:30 uur (UTC+5:30) | Brandon Citorah 32' (e.d.) Mahmoud Al-Mawas 70' |       |           | GMC Balayogi Atletiekstadion, Haiderabad Toeschouwers: 3.046 Scheidsrechter: Harish Kundu (IND) |

|                                                                       |       |                                                            |       |                                                                                                  |
| 9 september Vriendschappelijk «onderlinge duels» 19:30 uur (UTC+5:30) | India | 0 – 3                                                      | Syrië | GMC Balayogi Atletiekstadion, Haiderabad Toeschouwers: 19.982 Scheidsrechter: Nivon Robesh (SRI) |
| 9 september Vriendschappelijk «onderlinge duels» 19:30 uur (UTC+5:30) |       | 7' Mahmoud Al Aswad 76' Daleho Irandust 90+6' Pablo Sabbag |       | GMC Balayogi Atletiekstadion, Haiderabad Toeschouwers: 19.982 Scheidsrechter: Nivon Robesh (SRI) |

|                                                                   |                    |       |              |                                                                                       |
| 11 oktober Vriendschappelijk «onderlinge duels» 16:30 uur (UTC+7) | Syrië              | 1 – 0 | Tadzjikistan | Tinsulanonstadion, Songkhla Toeschouwers: 13.588 Scheidsrechter: Wiwat Jumpaoon (THA) |
| 11 oktober Vriendschappelijk «onderlinge duels» 16:30 uur (UTC+7) | Mohammed Osman 35' |       |              | Tinsulanonstadion, Songkhla Toeschouwers: 13.588 Scheidsrechter: Wiwat Jumpaoon (THA) |

|                                                                   |                                             |       |                  |                                                                                             |
| 14 oktober Vriendschappelijk «onderlinge duels» 20:00 uur (UTC+7) | Thailand                                    | 2 – 1 | Syrië            | Tinsulanonstadion, Songkhla Toeschouwers: 24.121 Scheidsrechter: Jansen Foo Chuan Hui (SIN) |
| 14 oktober Vriendschappelijk «onderlinge duels» 20:00 uur (UTC+7) | Ekanit Panya 44' Chanathip Songkrasin 90+1' |       | 53' Ezequiel Ham | Tinsulanonstadion, Songkhla Toeschouwers: 24.121 Scheidsrechter: Jansen Foo Chuan Hui (SIN) |

|                                                                    |                                                                                             |       |       |                                                                                         |
| 19 november Vriendschappelijk «onderlinge duels» 19:30 uur (UTC+3) | Rusland                                                                                     | 4 – 0 | Syrië | Volgograd Arena, Volgograd Toeschouwers: 35.620 Scheidsrechter: Majed Al-Shamrani (KSA) |
| 19 november Vriendschappelijk «onderlinge duels» 19:30 uur (UTC+3) | Maksim Osipenko 33' Ilja Samosjnikov 52' Aleksej Mirantsjoek 66' Maksim Osipenko 81' (pen.) |       |       | Volgograd Arena, Volgograd Toeschouwers: 35.620 Scheidsrechter: Majed Al-Shamrani (KSA) |

### 2025
|                                                                                |                                  |       |          | |
| 25 maart AK 2027 kwalificatie Derde ronde «onderlinge duels» 21:00 uur (UTC+3) | Syrië                            | 2 – 0 | Pakistan | Prins Abdullah bin Jalawistadion, Hofuf (Saoedi-Arabië) Toeschouwers: 1.217 Scheidsrechter: Sivakorn Pu-udom (THA) |
| 25 maart AK 2027 kwalificatie Derde ronde «onderlinge duels» 21:00 uur (UTC+3) | Ahmad Faqa 23' Omar Al Somah 56' |       |          | Prins Abdullah bin Jalawistadion, Hofuf (Saoedi-Arabië) Toeschouwers: 1.217 Scheidsrechter: Sivakorn Pu-udom (THA) |

|                                                                    |             |   |       |                               |
| 10 juni AK 2027 kwalificatie Derde ronde «onderlinge duels» n.n.b. | Afghanistan | – | Syrië | n.n.b. Scheidsrechter: n.n.b. |
| 10 juni AK 2027 kwalificatie Derde ronde «onderlinge duels» n.n.b. |             |   |       | n.n.b. Scheidsrechter: n.n.b. |

|                                                                      |       |   |         |                               |
| 9 oktober AK 2027 kwalificatie Derde ronde «onderlinge duels» n.n.b. | Syrië | – | Myanmar | n.n.b. Scheidsrechter: n.n.b. |
| 9 oktober AK 2027 kwalificatie Derde ronde «onderlinge duels» n.n.b. |       |   |         | n.n.b. Scheidsrechter: n.n.b. |

|                                                                                  |         |   |       |                                                |
| 14 oktober AK 2027 kwalificatie Derde ronde «onderlinge duels» n.n.b. (UTC+6:30) | Myanmar | – | Syrië | Thuwunnastadion, Yangon Scheidsrechter: n.n.b. |
| 14 oktober AK 2027 kwalificatie Derde ronde «onderlinge duels» n.n.b. (UTC+6:30) |         |   |       | Thuwunnastadion, Yangon Scheidsrechter: n.n.b. |

|                                                                                |          |   |       |                                                       |
| 18 november AK 2027 kwalificatie Derde ronde «onderlinge duels» n.n.b. (UTC+5) | Pakistan | – | Syrië | Jinnah Sportstadion, Islamabad Scheidsrechter: n.n.b. |
| 18 november AK 2027 kwalificatie Derde ronde «onderlinge duels» n.n.b. (UTC+5) |          |   |       | Jinnah Sportstadion, Islamabad Scheidsrechter: n.n.b. |

### 2026
|                                                                     |       |   |             |                               |
| 31 maart AK 2027 kwalificatie Derde ronde «onderlinge duels» n.n.b. | Syrië | – | Afghanistan | n.n.b. Scheidsrechter: n.n.b. |
| 31 maart AK 2027 kwalificatie Derde ronde «onderlinge duels» n.n.b. |       |   |             | n.n.b. Scheidsrechter: n.n.b. |

SFA · A-internationals · Syrisch vrouwenelftal
1940 - 1949 · 
1950 - 1959 · 
1960 - 1969 · 
1970 - 1979 · 
1980 - 1989 · 
1990 - 1999 · 
2000 – 2009 · 
2010 – 2019 ·
2020 − 2029
Afghanistan ·
Algerije ·
Australië ·
Bahrein ·
Bangladesh ·
Cambodja ·
China ·
Cyprus ·
Egypte ·
Filipijnen ·
Griekenland ·
Guam ·
Haïti ·
Hongkong ·
India ·
Indonesië ·
Irak ·
Iran ·
Japan ·
Jemen ·
Jordanië ·
Kazachstan ·
Kirgizië ·
Koeweit ·
Laos ·
Libanon ·
Libië ·
Malediven ·
Maleisië ·
Marokko ·
Mauritanië ·
Mauritius ·
Myanmar ·
Nepal ·
Noord-Korea ·
Oezbekistan ·
Oman ·
Pakistan ·
Palestina ·
Qatar ·
Rusland ·
San Marino ·
Saoedi-Arabië ·
Singapore ·
Soedan ·
Sovjet-Unie ·
Sri Lanka ·
Tadzjikistan ·
Taiwan ·
Thailand ·
Tunesië ·
Turkije ·
Turkmenistan ·
Venezuela ·
Verenigde Arabische Emiraten ·
Vietnam ·
Wit-Rusland ·
Zuid-Jemen ·
Zuid-Korea ·
Zweden
CONMEBOL: Argentinië · Bolivia · Brazilië · Chili · Colombia · Ecuador · Paraguay · Peru · Uruguay · Venezuela

UEFA: Albanië · Andorra · Armenië · Azerbeidzjan · België · Bosnië en Herzegovina · Bulgarije · Cyprus · Denemarken · Duitsland · Engeland · Estland · Faeröer · Finland · Frankrijk · Georgië · Gibraltar · Griekenland · Hongarije · IJsland · Ierland · Israël · Italië · Kazachstan · Kosovo · Kroatië · Letland · Liechtenstein · Litouwen · Luxemburg · Malta · Moldavië · Montenegro · Nederland · Noord-Ierland · Noord-Macedonië · Noorwegen · Oekraïne · Oostenrijk · Polen · Portugal · Roemenië · Rusland · San Marino · Schotland · Servië · Slovenië · Slowakije · Spanje · Tsjechië · Turkije · Wales · Wit-Rusland · Zweden · Zwitserland

AFC: Australië · China · Irak · Iran · Japan · Libanon · Oezbekistan · Oman · Qatar · Saoedi-Arabië · Syrië · Verenigde Arabische Emiraten · Vietnam · Zuid-Korea

CAF: Algerije · Burkina Faso · Congo-Kinshasa · Egypte · Ghana · Ivoorkust · Kaapverdië · Kameroen · Mali · Marokko · Nigeria · Senegal · Tunesië · Zuid-Afrika

CONCACAF: Canada · Costa Rica · Curaçao · El Salvador · Honduras · Jamaica · Mexico · Panama · Suriname · Verenigde Staten

OFC: Nieuw-Zeeland